# Nuon-Technologie
Nuon ist eine Technologie von VM Labs die DVD-Abspielgeräten zusätzliche Fähigkeiten verleiht. Auf entsprechend ausgerüsteten Geräten ist es nicht nur möglich, DVDs abzuspielen, sondern auch 3D-Videospiele zu spielen oder erweiterte DVD-Navigationsmöglichkeiten zu nutzen, während des Abspielens Bildausschnitte zu vergrößern oder flüssig vor- und zurückzuspulen.

## Geschichte
1999 wurde der Nuon-Chipsatz diversen Herstellern zur Lizenzierung angeboten. Dieser wurde von Samsung, Toshiba und RCA schließlich lizenziert und in einigen ihrer Geräte eingebaut. Im Juli 2000 kam damit der erste Nuon-DVD-Player von Samsung auf den Markt. Ab Juli 2002 wurde die Nuon-Technologie nicht mehr weiter angeboten und verschwand damit vom Markt.
Die Entwickler des Chipsatz sahen diesen ursprünglich als Konkurrenz zu damalig gängigen Videospielsystemen, während die Hersteller der entsprechenden DVD-Player diese jedoch viel mehr hinsichtlich ihrer erweiterten DVD-Fähigkeiten vermarkteten.
Insgesamt gab es weltweit nur acht verschiedene Modelle an DVD-Playern, welche den Nuon-Chipsatz nutzten. Es wurden nur acht Spiele für diesen Chipsatz programmiert und veröffentlicht, darunter Tempest 3000. Damit zählen Nuon-DVD-Spieler zu den seltensten Videospiel-Systemen überhaupt.

## Homebrew-Szene
Gegen Ende 2001 wurde von VM Labs ein Programmier-Kit veröffentlicht, welches es erlaubte eigene Spiele für das Nuon-System zu entwickeln. Dies erfordert das Brennen der selbst erstellten Spiele auf eine Nuon-kompatible CD-R. Es wurde einige populäre Spiele auf diese Weise auf dieses System konvertiert.